# Vervant (Charente-Maritime)
Vervant – miejscowość i gmina we Francji, w regionie Nowa Akwitania, w departamencie Charente-Maritime.
Według danych na rok 1990 gminę zamieszkiwało 175 osób, a gęstość zaludnienia wynosiła 31 osób/km² (wśród 1467 gmin regionu Poitou-Charentes Vervant plasuje się na 820. miejscu pod względem liczby ludności, natomiast pod względem powierzchni na miejscu 1046.).